# Luna (langue)
Pour les articles homonymes, voir Luna.
 (mai 2021).
Le luna est une langue bantoue de l'est de la République démocratique du Congo.

## Classification
Classé par Malcolm Guthrie dans le groupe songe (L.20), le luna est classé comme langue lubane comme la plupart des autres langues songe.